# Румянцев, Василий Иванович (адмирал)
Василий Иванович Румянцев (1798 — 17 декабря 1866) — российский адмирал (1866 год).

## Биография
23 июня 1802 года был зачислен в Морской кадетский корпус, который окончил 16 февраля 1812 года с производством в чин мичмана и назначением состоять при морском министре адмирале маркизе И. И. де Траверсе.
В 1812—1814 годах плавал на фрегате «Свеаборг» у берегов Англии, Голландии и Франции, а затем состоял в должности флаг-офицера при адмирале Е. Е. Тете. Вернулся на родину на корабле «Храбрый» перевозившем русские войска из Шербурга в Кронштадт.
30 марта 1816 года Румянцев был произведен в чин лейтенанта, однако в апреле следующего года был вынужден отставить службу по домашним обстоятельствам.
23 января 1818 году он снова вернулся на действительную службу и в 1818—1819 годах на фрегате «Поспешный» совершил переход из Кронштадта в Кадис, откуда вернулся на испанском транспорте и крейсировал в Финском заливе на корабле «Орел».
В 1820 году Румянцев был переведен в Черноморский флот с назначением адъютантом к главному командиру вице-адмиралу А. С. Грейгу. В 1822—1827 годах он командовал яхтами «Утеха» и «Твердая» в плаваниях по Чёрному морю и был награждён в 1824 году орденом Св. Анны 3-й степени, а в 1826 году — орденом Св. Владимира 4-й степени. 8 декабря 1827 года он был произведен в чин капитан-лейтенанта.
Во время нахождения императрицы Александры Фёдоровны в Крыму и Одессе, Румянцев был назначен состоять при особе Её Императорского Величества и за исполнение своих обязанностей был награждён бриллиантовым перстнем.
В 1828 году состоя офицером для поручений при адмирале А. С. Грейге Румянцев принимал участие во взятии крепостей Анапа и Варна. За захват турецкого транспорта 25 июня 1828 года он был награждён орденом Св. Георгия 4-й степени.
После окончания русско-турецкой войны Румянцев был переведен на Балтийский флот и командовал брандвахтенным фрегатом «Крейсер» на кронштадтском рейде. В 1830—1832 годах он командовал фрегатом «Екатерина» в Балтийском море и у берегов Польши способствуя подавлению польского восстания.
В 1832—1834 года Румянцев командовал 1-м флотским экипажем в Гельсингфорсе, а в 1835 году перевел фрегат «Аврора» из Санкт-Петербурга в Кронштадт. 28 марта 1836 года он был произведен в чин капитана 2-го ранга и в том же году командовал фрегатом «Аврора» у мыса Дагерорд (Ристна), а в 1837—1838 годах командовал кораблем «Лесное» в плаваниях по Балтийскому морю.
26 марта 1839 года Румянцев был произведен в чин капитана 1-го ранга и в том же году, командуя кораблем «Ретвизан» совершил переход из Архангельска в Кронштадт, за что был награждён орденом Св. Станислава 2-й степени. В 1840—1846 годах он командовал тем же кораблем в плаваниях по Балтийскому морю и в 1846 году был награждён орденом Св. Анны 2-й степени.
26 ноября 1847 года Румянцев был произведен в чин контр-адмирала и назначен командиром 1-й бригады 2-й флотской дивизии. В 1847—1853 годах он крейсировал в Балтийском море держа флаг на кораблях «Полтава», «Император Петр I» и «Императрица Александра».
19 апреля 1853 года Румянцев был награждён орденом Св. Станислава 1-й степени и в том же году был назначен командующим 3-й флотской дивизией.
Во время Крымской войны Василий Иванович вместе с кораблями своей эскадры находился на рейде Свеаборга для отражения нападения англо-французской эскадры и в 1854 году был сильно контужен в голову при разрыве орудия, возле которого он близко стоял во время стрельбы в цель.
1 января 1855 года Румянцев был назначен заведующим морской частью в Финляндии, на правах главного командира, с оставлением при прежней должности, однако уже в мае был назначен членом генерал-аудиториата, а 30 августа был произведен в чин вице-адмирала.
За усердное исполнение обязанностей члена высшего военного суда, за участие в рассмотрении проекта основных положений преобразования военно-судной части и проектов о преобразовании военных арестантских рот и устройства военных тюрем 1 января 1858 года был награждён орденом Св. Анны 1-й степени.
В 1862 году, за пятидесятилетнее пребывание в офицерских чинах Василий Михайлович был награждён золотой табакеркой, а в 1866 году был произведен в чин адмирала.